# Hubrecht Duijker

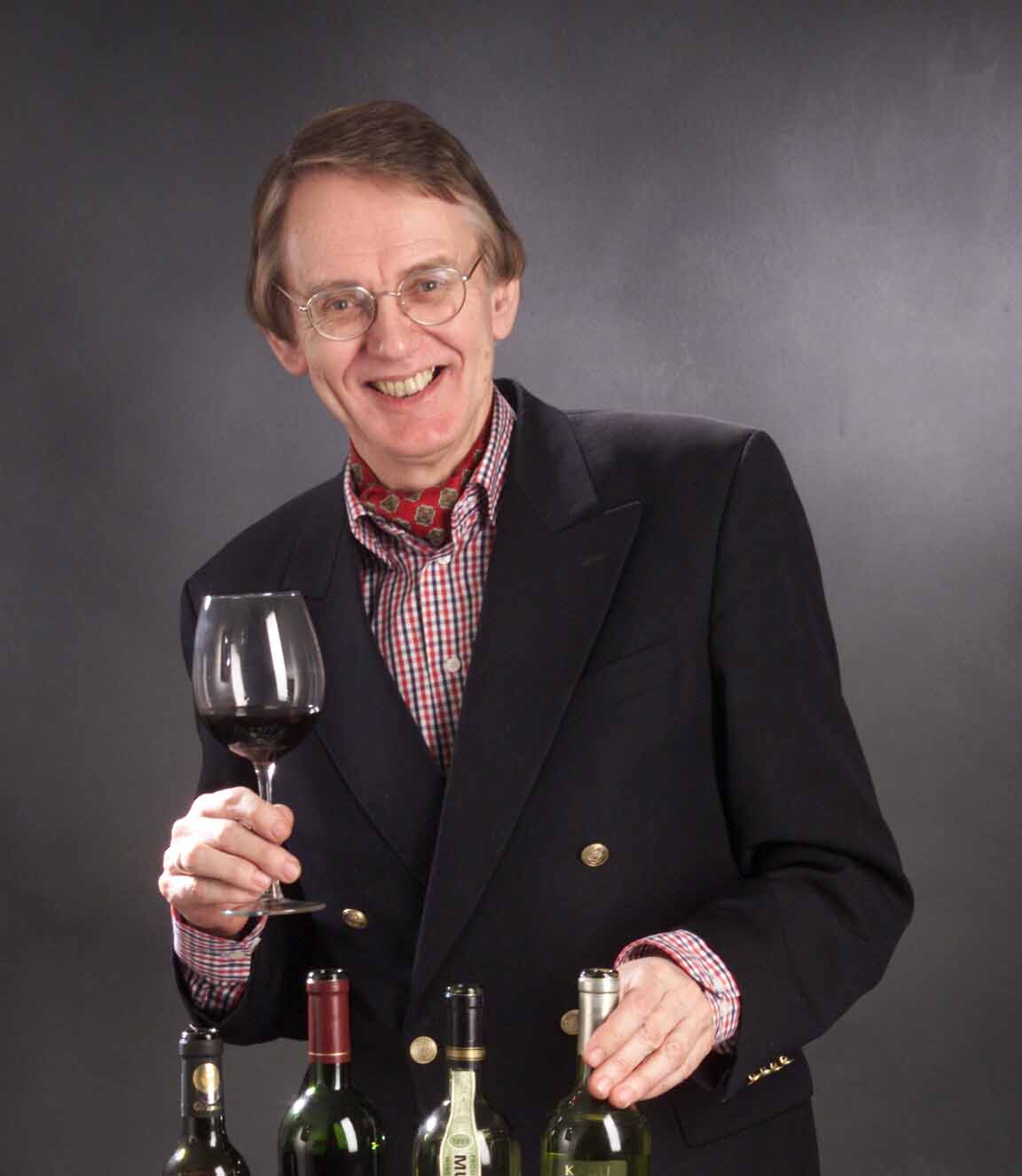
Hubrecht Duijker in 2006

Hubrecht Duijker (Amsterdam, 12 februari 1942) is een Nederlandse wijnjournalist en van oorsprong een reclameadviseur.
Hij haalde het slijtersvakdiploma en schreef zijn eerste artikel over wijn in 1969. Hij schreef onder andere voor Het Parool en Het Financieele Dagblad. In 1973 schreef hij zijn eerste boek, Kleintje wijn. Twintig à dertig boeken werden in verschillende andere talen uitgebracht. Er volgden vele optredens op televisie, onder andere in het programma Koken met Sterren. Ook heeft hij meegewerkt aan AVRO-programma's waarbij wijnen op locatie werden voorgesteld.
Duijker heeft verschillende prijzen gekregen, waaronder Wine Communicator of the Year, Officier de l'Ordre du Mérite Agricole en Literaire prijs Académie du Vin de Bordeaux. Hij is tevens ereburger van Margaux in de Bordeaux.
Hubrecht Duijker is een zoon van de bekende Amsterdamse hoogleraar psychologie Bert Duijker.

## Onderscheiding
In 2008 werd hij Ridder in de Orde van Oranje-Nassau. Ook de regeringen van Frankrijk en Spanje ridderden hem.